# Riley Mulherkar
Riley Mulherkar (* um 1992 in Seattle) ist ein US-amerikanischer Jazzmusiker (Trompete, Komposition). The Wall Street Journal bezeichnete ihn als „Youngster, den man im Auge behalten sollte.“

## Leben und Wirken
Mulherkar wuchs in Seattle auf und zog 2010 nach New York, um an der Juilliard School zu studieren, wo er 2014 seinen Bachelor und 2015 seinen Master abschloss, ausgezeichnet mit dem Knowles Prize for Jazz und dem Peter Mennin Prize für herausragende Leistungen und Führungsqualitäten in der Musik. Er war auch ein erster Empfänger des Marks Fellowship der Juilliard School. 2011 wurde Riley von Wynton Marsalis im JET-Magazin zum „Rising Jazz Artist“ gekürt und 2014 war er der erste Preisträger des Laurie Frink Career Grant beim Festival of New Trumpet Music.
Erste Aufnahmen des Trompeters entstanden 2012 mit Clovis Nicolas (Nine Stories, Sunnyside). In den folgenden Jahren war er weiterhin auf Einspielungen von Frank Kimbrough (Meantime), Jamie Reynolds, Dave Douglas (Little Giant Still Life, 2017) und Chris Pattishall (Zodiac, 2018) zu hören. Mulherkar ist (mit Zubin Hensler (Trompete), Andy Clausen, Willem De Koch, Posaune) Gründungsmitglied von The Westerlies, einem Blechbläserquartett für Neue Musik, das Musik spielt, die sowohl „volkstümlich als auch kompositorisch, lieblich und intellektuell rigoros“ (NPR Music) ist. Mit The Westerlies nahm er 2013 das Album Wish the Children Would Come On Home (The Music of Wayne Horvitz) auf, mit Horvitz als Gastmusiker. Im Bereich des Jazz war er laut Tom Lord zwischen 2012 und 2021 an elf Aufnahmesessions beteiligt, zuletzt mit Ryan Truesdell und Scott Robinson sowie mit Samora Pinderhughes, Ben Wolfe und Jeff Hirshfield auf dem Tribut-Album Kimbrough.
Mulherkar engagiert sich in verschiedenen musikpädagogischen Initiativen; so war er als Botschafter für das „Jazz for Young People“-Programm des Jazz at Lincoln Center in New York und St. Louis tätig. Außerdem leitete er ein Jazz-Sommercamp in Seattle; 2021 gründete er das Joye in Aiken Jazz Camp. Riley ist außerdem Fakultätsmitglied des College of Performing Arts an der New School in New York.

## Diskographische Hinweise
- The Westerlies: Wherein Lies the Good (2019), Chloe Rowlands, Andy Clausen, Willem de Koch
- The Westerlies: Bricolage (2021), mit Conrad Tao